# Шри-Ланка на летних Олимпийских играх 1980
Шри-Ланка принимала участие в Летних Олимпийских играх 1980 года в Москве (СССР) в восьмой раз за свою историю, но не завоевала ни одной медали.
Четверо спортсменов (все — мужчины) были командой легкоатлетов и соревновались в эстафете 4х400 метров:
- Дхармасена Самараратне
- Косала Сахабанду
- Ньютон Перера
- Аппунидаге Премачандра.

В отборочном забеге они показали результат 3:14.4, заняли 6 место и не вышли в финальный забег.